# Guilherme De Aguiar Patriota
Guilherme De Aguiar Patriota (Ginebra, 22 de marzo de 1958) es un diplomático brasileño.

## Trayectoria
Estudió en el Instituto Rio Branco y biología en la Universidad de Brasília.De Aguiar es un diplomático de carrera de Brasil que inició actividades en 1983. De 1990 a 1994 fue el representante de su país ante la Organización de los Estados Americanos.De 1994 a 1997 fue representante en la Asociación Latinoamericana de Integración y embajador de Brasil en Nueva Zelanda de 1997 a 2000. Hasta 2021 fue cónsul brasileño en Tokio y de 2019 a 2021 el mismo cargo pero en Bombay.Desde 2023 es representante permanente de Brasil ante la Organización Mundial del Comercio y otros organismos internacionales en Ginebra.
De 2010 a 2013 fue asesor de relaciones exteriores de la entonces presidenta Dilma Rouseff.Su familia ha estado vinculada históricamente a la diplomacia, es nieto del periodista y diplomático de Antonio Patriota y hermano de Antonio de Aguiar Patriota, exministro de Relaciones Exteriores durante la gestión de Dilma Rouseff.